# Torre Marc Massó
Torre Marc Massó és una casa del municipi de Cadaqués (Alt Empordà) inclosa en l'Inventari del Patrimoni Arquitectònic de Catalunya.

## Descripció
Situada a l'est del nucli antic de la població, a la part posterior de la riba des Pianc, a l'avinguda Víctor Rahola.
Edifici adossat amb una cantonada lliure, de planta rectangular. Presenta la coberta a dues vessants de teula i una gran torre lateral, de dimensions considerables, amb coberta a quatre vessants. Consta de planta baixa i dos pisos d'alçada, tot i que la torre en té tres. La planta baixa forma un cos avançat respecte als pisos, amb la coberta plana, utilitzada com a terrassa des de la primera planta. En aquest nivell s'ubiquen els garatges i un accés des del carrer. La façana dels pisos es troba disposada a tres plans, corresponents a les tres crugies que el conformen, amb les obertures agrupades en parelles i en trios. Majoritàriament, tant les finestres com els balcons són d'arc rebaixat, i altres finestres són rectangulars. Al primer pis de la torre, hi ha una finestra d'arc de mig punt cegat i obertura rectangular. També destaca la decoració en pedra a les cantonades de la torre. De la part posterior de l'edifici, destaca la terrassa oberta al gran jardí, situada al segon pis.
La resta de la construcció es troba arrebossada i pintada de color blanc.

## Història
Segons el Pla Especial del Front Marítim del Conjunt Històric de Cadaqués, la catalogació de l'immoble respon, "més que a l'interès del mateix edifici, a l'interès de l'autor, per la importància que ha tingut en la formació de diverses generacions d'arquitectes a través del seu manual Como debo construir". L'autor Pere Benavent de Barberà Barcelona (1899-1974) va ser deixeble d'Emili Sagnier i va ser un rellevant escriptor i arquitecte. Entre les seves obres més conegudes es troben El Convent dels Caputxins de Sarrià i la cripta de l'església de Pompeià, tots dos a Barcelona.